# 在フィリピンアメリカ合衆国大使
在フィリピンアメリカ合衆国大使（ざいフィリピンアメリカがっしゅうこくたいし、英語: United States Ambassador to the Republic of the Philippines、タガログ語: Embahador ng Estados Unidos sa Pilipinas）の職は、フィリピンがアメリカ合衆国からの独立を獲得したのちの、1946年7月4日に設置された。
在フィリピン大使は1996年以降、在パラオ大使を兼任している。大使はマニラのロハス通り沿線に位置するアメリカ合衆国大使館で勤務し、マカーティのフォーブズ公園内に公邸を有する。また、バギオのアメリカ人居住区に夏期の別荘を有する。
現職者は、メアリーケイ・カールソン（任2022年 - ）。

## 在フィリピン共和国特命全権大使
| 就任           | 退任           | 氏名                                       |
| 1946年7月4日   | 1947年3月22日  | ポール・V・マクナット                      |
| 1947年9月22日  | 1948年4月28日  | エメット・オニール                         |
| 1949年5月23日  | 1951年10月14日 | マイロン・M・コーウェン                    |
| 1952年2月7日   | 1955年4月1日   | レイモンド・A・スプルーアンス              |
| 1955年4月12日  | 1956年3月23日  | ホーマー・S・ファーガソン                  |
| 1956年7月20日  | 1956年11月6日  | アルバート・F・ヌファー                    |
| 1957年6月4日   | 1959年10月15日 | チャールズ・E・ボーレン                    |
| 1960年1月13日  | 1961年12月8日  | ジョン・D・ヒッカーソン                    |
| 1962年2月5日   | 1964年6月14日  | ウィリアム・E・スティーヴンソン            |
| 1964年8月5日   | 1967年10月21日 | ウィリアム・マコーミック・ブレア・ジュニア |
| 1968年6月17日  | 1969年4月7日   | G・メネン・ウィリアムズ                    |
| 1969年8月29日  | 1973年5月25日  | ヘンリー・A・バイロード                    |
| 1973年8月6日   | 1977年4月26日  | ウィリアム・H・サリヴァン                  |
| 1977年11月11日 | 1978年3月30日  | デイヴィッド・D・ニューサム                |
| 1978年6月8日   | 1981年8月10日  | リチャード・W・マーフィー                  |
| 1982年3月12日  | 1984年4月18日  | マイケル・アマコスト                       |
| 1984年5月4日   | 1987年4月2日   | スティーヴン・W・ボズワース                |
| 1987年8月27日  | 1991年7月20日  | ニコラス・プラット                         |
| 1991年8月16日  | 1992年6月10日  | フランク・G・ウィズナー                    |
| 1992年9月4日   | 1993年3月1日   | リチャード・H・ソロモン                    |
| 1993年10月26日 | 1996年8月5日   | ジョン・ネグロポンテ                       |
| 1996年9月3日   | 2000年7月24日  | トマス・C・ハバード                        |
| 2000年7月      | 2001年9月      | マイケル・E・マリノフスキー                |
| 2001年9月      | 2002年2月      | ロバート・W・フィッツ                      |
| 2002年2月21日  | 2005年4月3日   | フランシス・J・リチャーダニー・ジュニア    |
| 2005年4月      | 2005年8月      | ジョーゼフ・A・ムッソメリ                  |
| 2005年8月      | 2006年3月      | ダリル・N・ジョンソン                      |
| 2006年3月22日  | 2009年11月19日 | クリスティー・ケニー                       |
| 2010年4月27日  | 2013年10月16日 | ハリー・K・トマス・ジュニア                |
| 2013年12月2日  | 2016年10月28日 | フィリップ・S・ゴールドバーグ              |
| 2016年11月4日  | 2020年10月4日  | ソン・キム                                 |
| 2021年9月1日   | 2022年7月22日  | ヘザー・ヴァリアヴァ                       |
| 2022年7月22日  | 現職           | メアリーケイ・カールソン                   |